# Vopli Vidopliassova
Pour les articles homonymes, voir VV.
Vopli Vidopliassova (en ukrainien : Воплі Відоплясова), abrégé VV (ВВ), est un groupe ukrainien de rock, originaire de Kiev. Le groupe chante en ukrainien, en russe, en anglais, et en français.

## Biographie

### Années 1980 et 1990
Le groupe est formé en 1986, dans une résidence universitaire de l'institut polytechnique de Kiev. Le nom, forgé par Pipa, est une référence au personnage Vidopliassov du roman de Fiodor Dostoïevski Le Bourg de Stépantchikovo et sa population. Pipa et Zdorenko jouaient jusqu'alors du heavy metal. VV est l'un des premiers groupes à chanter en ukrainien, ce qui donne une touche spécifique dans une époque tournée vers l'emploi du russe après l'anglais. Personne n'est professionnel dans le groupe : Pipa était physicien et se considère comme l'un des pires bassistes du monde, Skrypka était ingénieur en radio et faisait du théâtre amateur. Zdorenko était plombier.
Remarqués en 1987 à Kiev puis à Moscou, ils prennent la tête du mouvement rock ukrainien. En 1988 ils fondent une association appelée « Рок-артель » (rock-artel) avec les groupes Kolejsky Assessor et Rabota Kho pour gérer leurs tournées eux-mêmes.  Filmé dans le documentaire d'Antenne 2 Rock autour du Kremlin, VV est vu dans les principales villes d'URSS et bientôt invité en France par le printemps de Bourges en avril 1990 et aux Eurockéennes de Belfort en juin 1991. L'exotisme ukrainien et la dynamique post-punk font rapidement de ce groupe le plus aimé des russes en France. Fin 1991, Pipa et Skrypka s'installent à Paris. Féloche et deux musiciens français issus des VRP prennent la relève des Ukrainiens restés au pays.
La période française s'achève en 1996 ; ni Pipa, ni Skrypka ne disent regretter ce temps difficile où ils couraient après les maigres cachets et les congés spectacle. Le retour triomphal s'accompagne de l'embauche d'un cinquième musicien, Evgueny Rogatchevsky l'ancien leader du groupe Rabota Kho. À partir de 1998, Skrypka devient une icône du rock national ukrainien, ce qui précipite la séparation avec Zdorenko. VV représente l'Ukraine lors du concert qui ponctue la visite du Président américain Bill Clinton. Ce caractère officiel n'empêche pas Skrypka d'avoir ses idées et de les défendre à ses risques et périls. En 1999, le groupe défraye la chronique lorsque Skrypka est condamné [réf. souhaitée] et obligé de demander une autorisation préalable pour jouer. Ce qui conduit le groupe à boycotter les concerts de soutien au président sortant Leonid Koutchma, et s'engager nettement en faveur de la révolution orange.

### Années 2000 et 2010
Après 2006, le virage politique et commercial amène le départ de Pipa, resté très contestataire et qui a reformé avec Zdorenko le groupe Borshtch. En 2008, VV enregistre une version rock de l'hymne national ukrainien, confirmant le statut exceptionnel d'Oleg Skrypka.
En août 2014, leurs concerts sont blacklistés à Moscou. Entre 2015 et 2017, VV voyage beaucoup dans le monde et en Ukraine. Ils tournent aux États-Unis, au Canada, dans les pays baltes, au Danemark, en Allemagne et dans d'autres pays.

## Style musical
Vopli Vidopliassova se caractérise précisément par son absence de genre : sa production emprunte aux airs folkloriques (Їхали козаки Les cosaques arrivaient), à la parodie d'airs connus (Каліфорнія Kalifornia), aux reprises de musiques russes (Пачка цигарок, paquet de cigarettes, repris de Kino), au rock dur et grossier (Попс), aux thèmes méditatifs (Країна мрій), aux sonorités indiennes[pas clair] (День народження).

## Membres

### Membres actuels
- Oleg Skrypka - voix, accordéon, saxophone, trompette, auteur de nombreux textes
- Sergui Sakhno - batterie, percussion, accompagnement vocal
- Ievguéni Rogatchevski - guitare, voix

### Anciens membres
- Iouri Zdorenko - guitare, voix, auteur de textes (1986-1991)
- Oleksandr Pipa - guitare basse, accompagnement vocal (1986-2007)

## Discographie
- 1989 : De Lénine à Lennon (compilation de musiciens rock soviétiques, New Rose Records)
- 1991 : Або-або (Abo-Abo)
- 1994 : Країна мрій (Kraïina mriï)
- 1997 : Музіка (Mouzika)
- 1998 : Любов (Lioubov)
- 2000 : Хвилі Амура (Hvyli Amoura)
- 2001 : Мамай (Mamaï)
- 2002 : Файно (Faïno)
- 2006 : Були деньки (Bouly Denki)